# Johann der Zwerg
Johann der Zwerg (griechisch Ιωάννης Κολοβός, arabisch ابو يحنس القصير (Abū) Yuḥannis al-Qasir; * 339; † 405), auch Heiliger Johann Colobus oder Sankt Johann Kolobos, war einer der frühen Begründer der frühchristlichen ägyptischen Kirche.

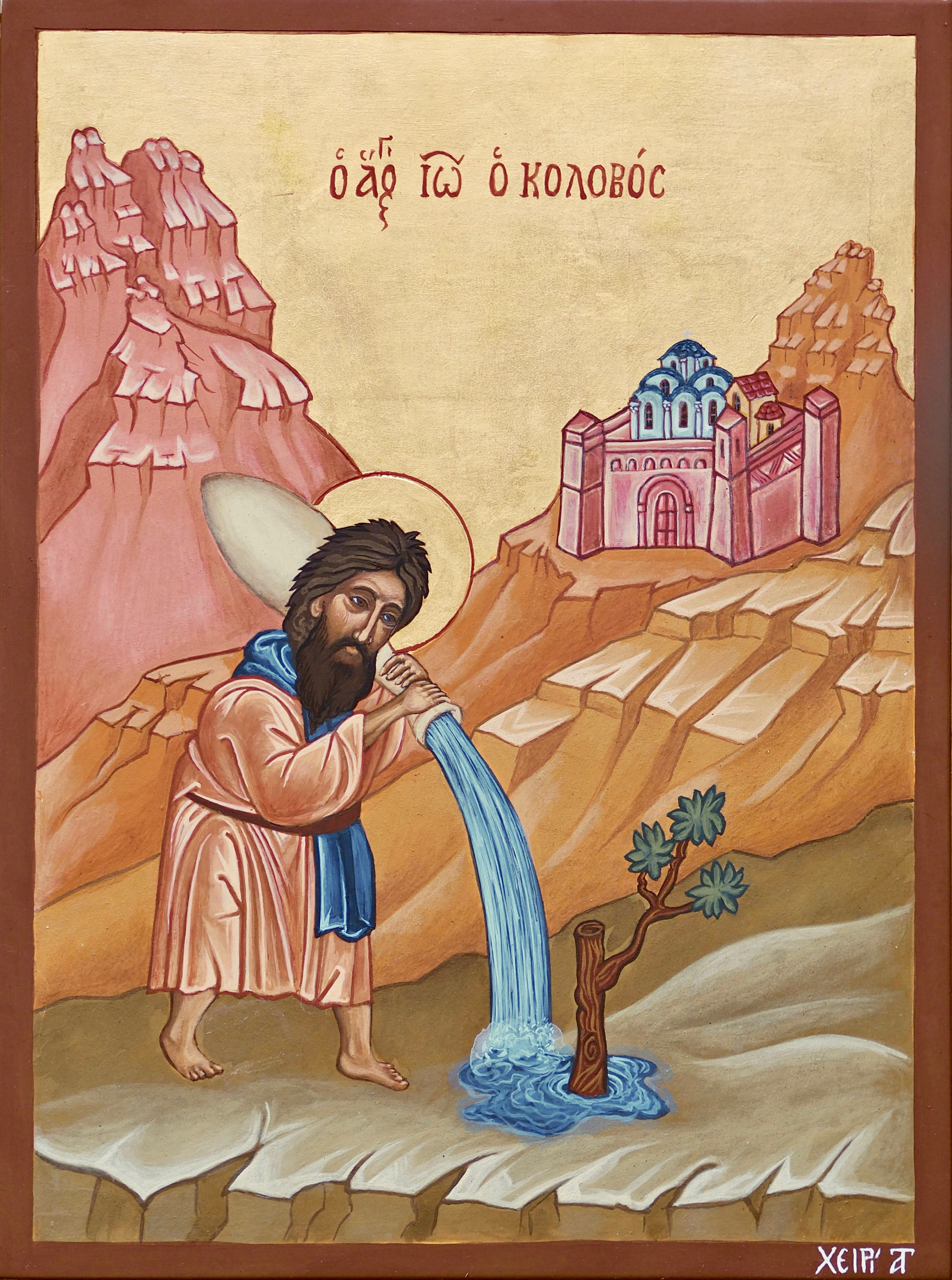
Ikone von Johann dem Zwerg.

## Leben
Johann der Zwerg wurde in der Stadt Bubastis in Ägypten als Kind armer christlicher Eltern geboren. Im Alter von achtzehn Jahren zog er zusammen mit einem älteren Bruder in die Wüste von Sketes, wo er ein Schüler des Heiligen Pambo und ein guter Freund des Heiligen Pischoi wurde. Er lebte in Enthaltsamkeit und lehrte einige andere Mönche seine Lebensweise, darunter Arsenius den Großen.
Johann der Zwerg ist am besten für seinen Gehorsam bekannt. Die berühmteste Geschichte darüber ist, dass ihm eines Tages der Heilige Pambo ein Stück trockenes Holz gab und ihm befahl, es zu pflanzen und zu bewässern. Johann gehorchte und bewässerte es zweimal am Tag, obwohl er das Wasser etwa 12 Meilen entfernt holen musste. Nach drei Jahren keimte das Holzstück und wuchs zu einem fruchtbaren Baum. Pambo erntete einige Früchte dieses Baums und ging zu allen älteren Mönchen und sagte: „Nehmt, esst von der Frucht des Gehorsams“. Der legendäre Baum des Heiligen Johannes des Zwerg, der als Baum des Gehorsams bekannt ist, soll noch heute in dem verlassenen Kloster Sankt Johann der Zwerg in der nitrischen Wüste stehen.
Nach dem Weggang des Heiligen Pambo wurde Johann von Papst Theophilus zum Priester geweiht und wurde Abt des Klosters, das er rund um den Baum des Gehorsams gegründet hatte. Beim Einfall der Berber in Sketes im Jahre 395 floh Johann in die Sketische Wüste auf den Berg Colzim in der Nähe der heutigen Stadt Sues. Hier starb er auch. Sein Fest wird am 17. Oktober in der römisch-katholischen Kirche, in der koptisch-orthodoxen Kirche und am 9. November in der östlich-orthodoxen Kirche gefeiert, am 20. Paopi. Das Kloster Sankt Johann der Zwerg in Sketes ist heute verlassen.